# ستار تريك إنتربرايز
ستار تريك إنتربرايز (بالإنجليزية Star Trek Enterprise) هو مسلسل خيال علمي أمريكي أنتجه ريك بيرمان وبرانون براغا ضمن إطار سلسلة ستار تريك الشهيرة. عُرض المسلسل بدء من يوم 26 سبتمبر 2001 وحتى يوم 13 مايو 2005 على شبكة UPN. تمتد عدد حلقات المسلسل إلى 98 حلقة موزعة على أربعة مواسم.
تحكي قصة المسلسل عن إقلاع للبشر خارج المجموعة الشمسية بسفينتهم الخاصة إنتربرايز NX-01 الذي يقودها فريق بشري مكون من عشرات الأشخاص البشر، بالإضافة إلى شخص واحد من الفولكان، وآخر من دونوبيلا.

## العرض العربي
في العالم العربي عُرض حصريًّا على قناة سبيس باور لكن لم تكمل القناة عرض المسلسل حيث عرضت موسمين من أصل أربعة.

## روابط خارجية
- ستار تريك إنتربرايز على موقع IMDb (الإنجليزية)
- ستار تريك إنتربرايز على موقع ميتاكريتيك (الإنجليزية)
- ستار تريك إنتربرايز على موقع روتن توميتوز (الإنجليزية)
- ستار تريك إنتربرايز على موقع نتفليكس (الإنجليزية)
- ستار تريك إنتربرايز على موقع أول موفي (الإنجليزية)
- ستار تريك إنتربرايز على موقع فيلمافينيتي (الإسبانية)
- ستار تريك إنتربرايز على موقع كينوبويسك (الروسية)
- ستار تريك إنتربرايز على موقع ألو سيني (الفرنسية)
- ستار تريك إنتربرايز على موقع قاعدة بيانات الفيلم (الإنجليزية)